# Кулансу
Кулансу (кит. трад.: 鼓浪嶼; піньїнь: Gǔlàng Yǔ або Kulangsu, букв. «Острівець барабанних хвиль») — пішохідний острів біля берегів міста Сямень, провінція Фуцзянь в південно-східному Китаї. Острів має площу близько 2 км², і знаходиться в 5 хвилинах їзди на поромі від центру міста Сямень.
Хоча на острові живуть всього близько 20 000 осіб, він є популярним у китайських туристів (більш ніж 10 мільйонів відвідувачів на рік), що робить його однією найвідвідуваніших туристичних пам'яток Китаю. На острові заборонені не лише автомобілі, але і велосипеди, дозволені лише маленькі електромобілі і електричні службові автомобілі державних органів і служб.
Туристи можуть дістатися острова поромом від поромного терміналу Кулансу в Сямені. Місцевим мешканцям дозволено використовувати більш короткий 5-хвилинний пором до/з поромного терміналу Лун-Дю, а туристи можуть ним скористатися лише у вечірні та нічні години.
Острів Кулансу славиться своїми пляжами і звивистими вуличками і різноманітною архітектурою. Він включений до Списку національних мальовничих місць Китаю, класифікований як туристична принада 5А китайською Національною туристичною адміністрацією, і посідає верхівку ТОП-10 наймальовничіших районів провінції Фуцзянь.
Адміністративно в даний час острів утворює підрайон Кулансу району Сімінь міста Сямень.
8 липня 2017 року Кулансу був внесений у список Світової спадщини ЮНЕСКО.

## Історія

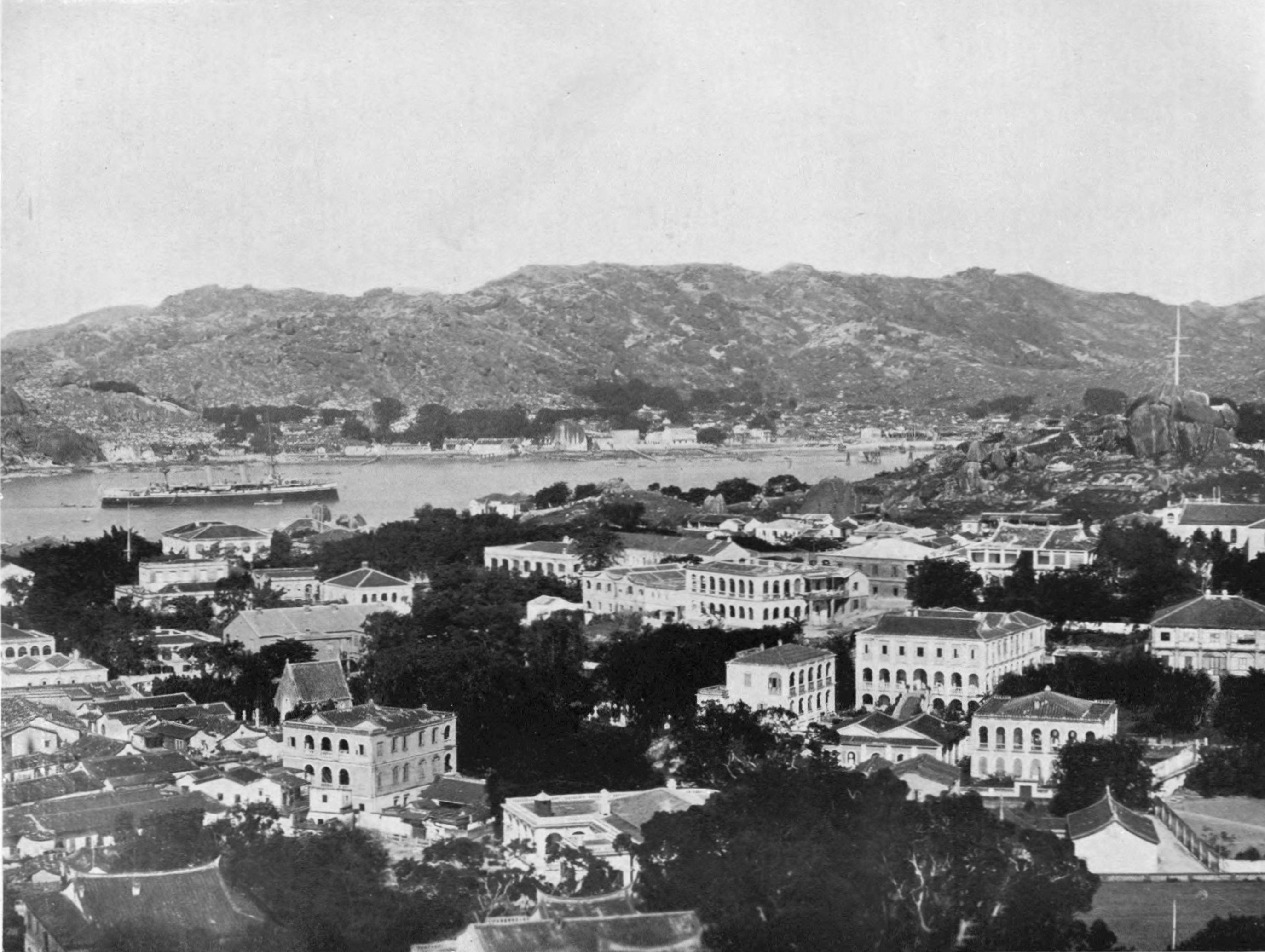
Вид на Міжнародне поселення бл. 1908 року

### Міжнародне поселення

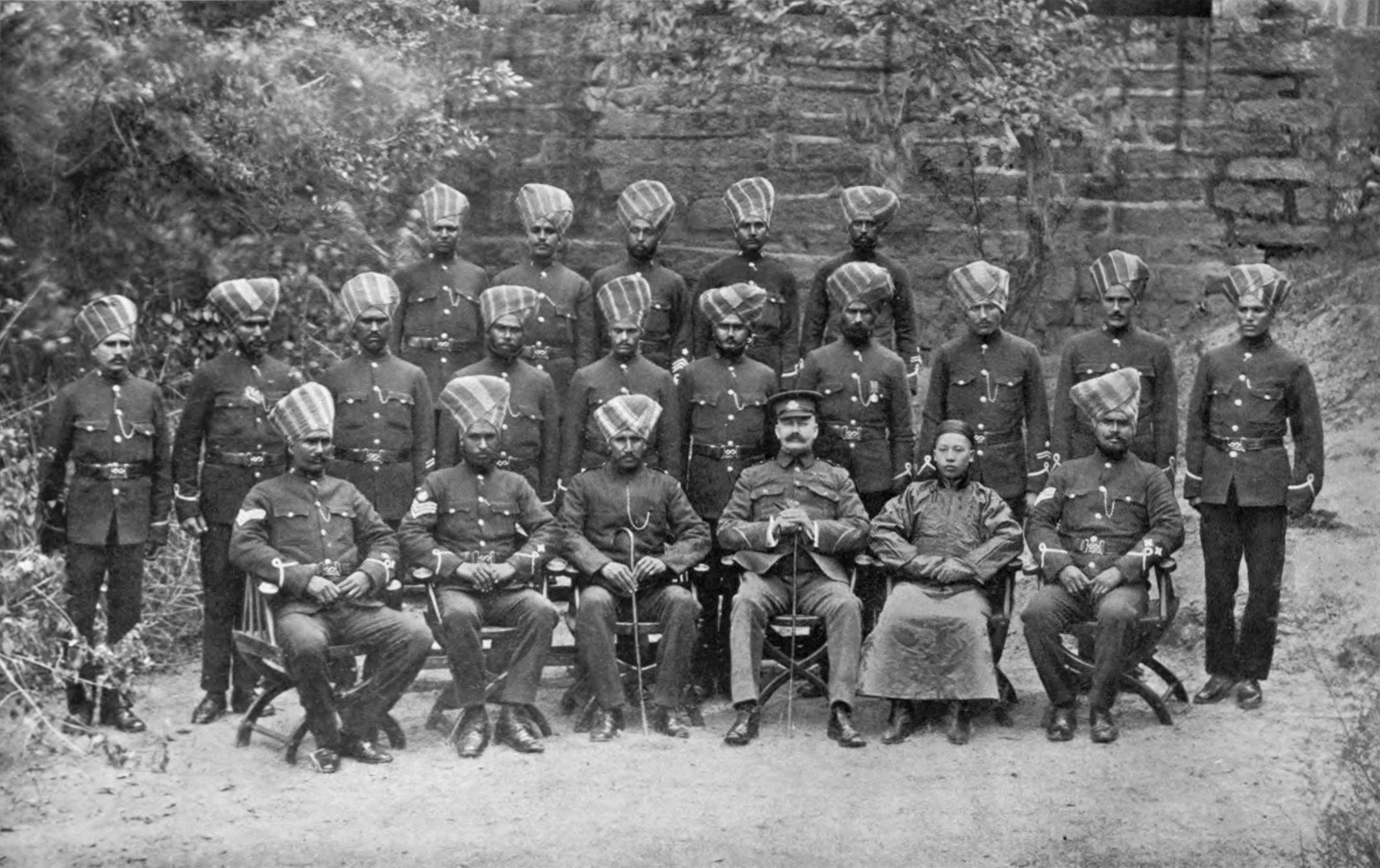
Поліція сикхів

Якийсь час Кулансу був єдиним міжнародним поселенням на китайській землі, за винятком більш відомого міжнародного поселення в Шанхаї.
Незабаром після того, як Сямень став договірним портом в результаті програшу Китаєм у Першій опіумній війні і укладення Нанкінського договору 1842 року, іноземні жителі на острові створили неформальну організацію, яка стала офіційною через кілька десятиліть, коли її «Положення про землю» були схвалені урядом Китаю в травні 1902 року. Врешті решт 13 країн, включаючи Велику Британію, Францію, Нідерланди та Японію, отримали там екстериторіальні права там і брали участь в Муніципальній раді Кулансу, яка управляла поселенням. Як і з Шанхайським міжнародним поселенням, в управлінні головну роль грали англійці, а на сикхських поліцейських з Британської Індії було покладено поліцейські функції населеного пункту. Консульства, церкви, лікарні, школи, поліцейські відділки тощо, які були збудовані цими іноземними спільнотами пояснюють переважно вікторіанський архітектурний стиль, що досі можна побачити по всьому Кулансу. Японська окупація острова почалася 1942 року і тривала до кінця Другої Світової Війни. На острові розмовляють діалектом хоккієн, тим самим, що в і Сямені.

## Пам'ятки

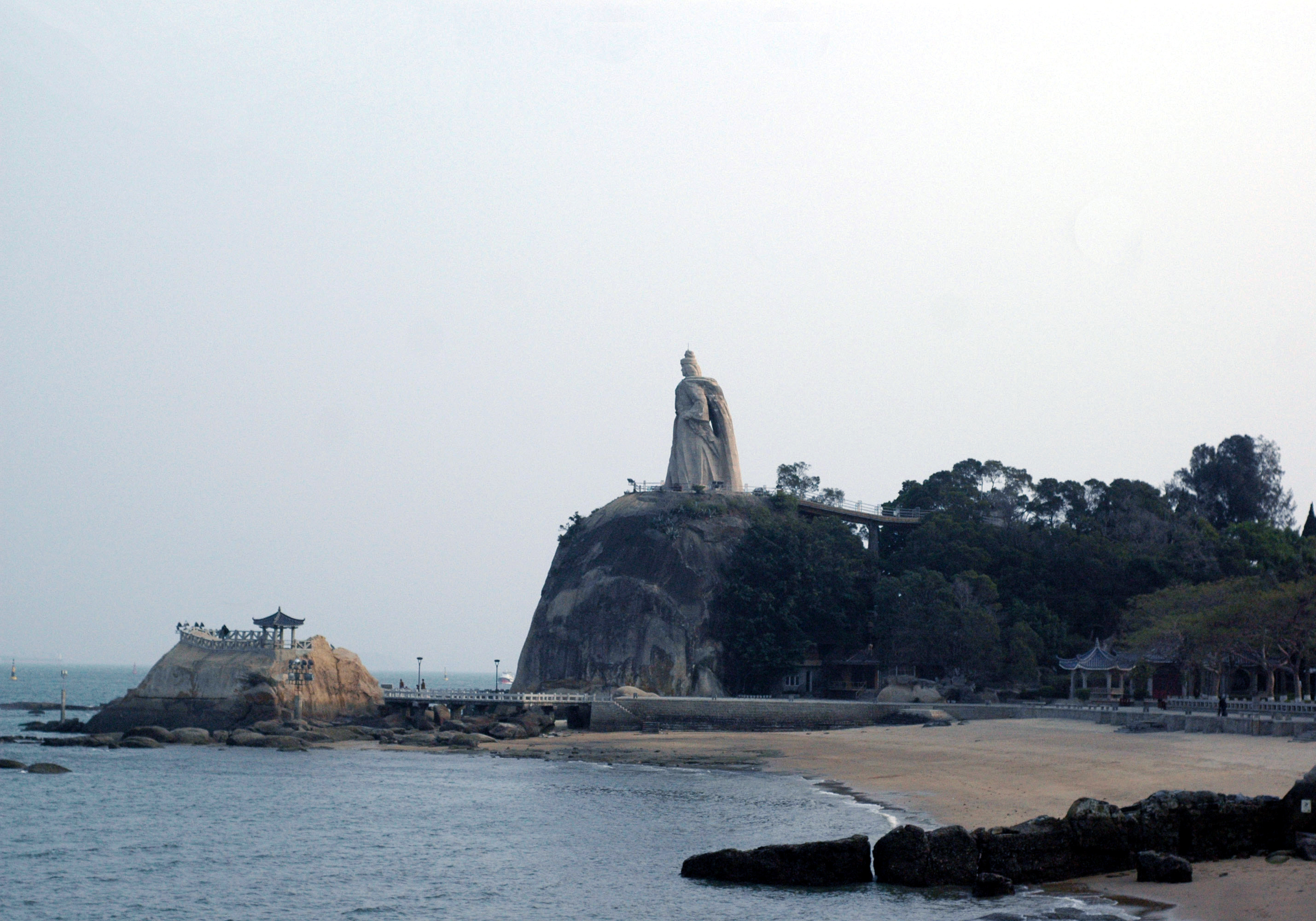
Статуя Коксінґа на Кулансу, повернута до Сямень

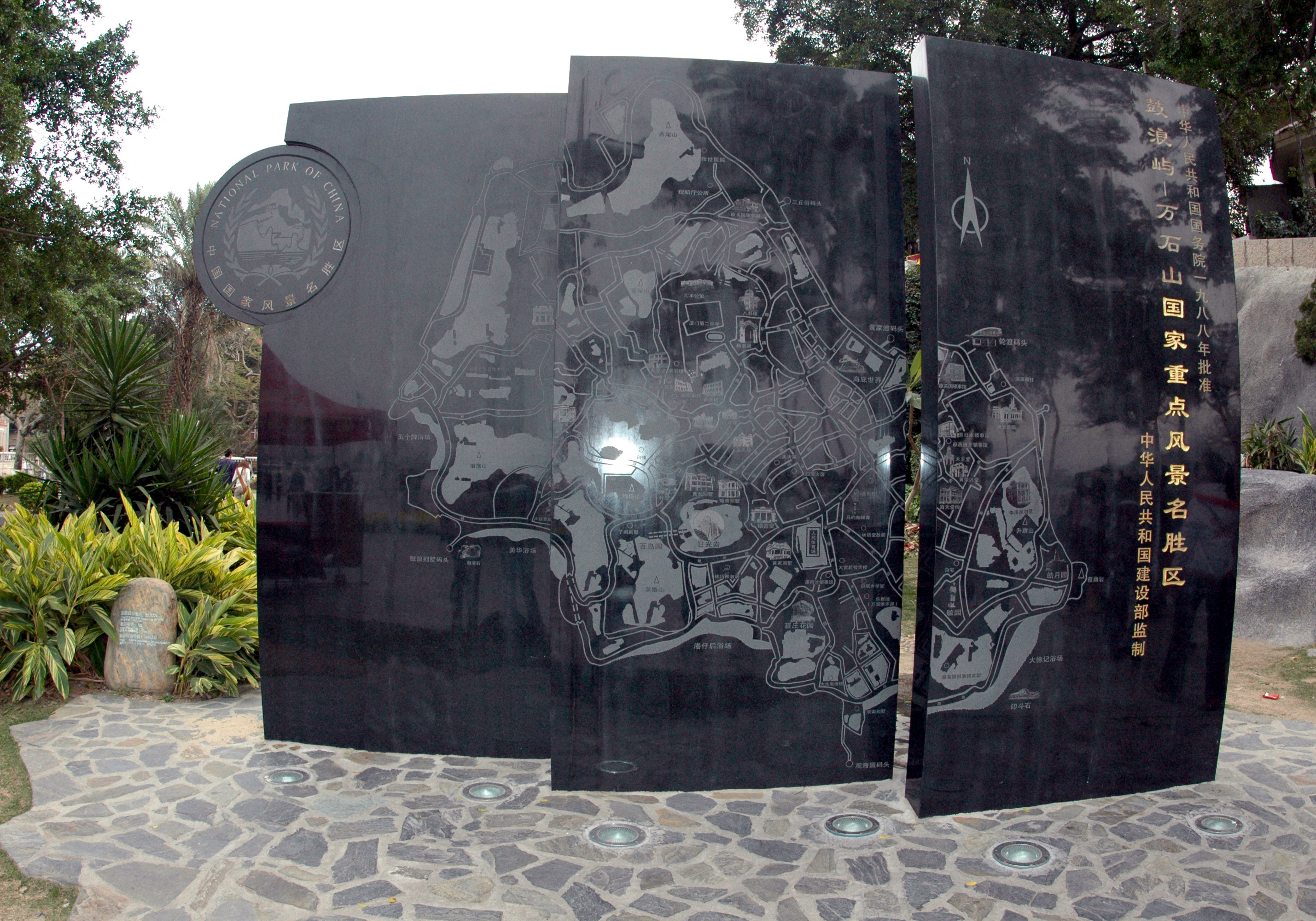
Пішохідна карта острова Кулансу

Як місце проживання іноземців в колоніальному минулому Сяменя, Кулансу славиться своєю архітектурою і єдиним у Китаї музеєм фортепіано, що дало йому псевдонім «острів фортепіано» або «місто фортепіано» ({zh|t=鋼琴之鄉}}) або «острів музики» ({zh|t=|音樂之島}}). На острові є більш 200 фортепіано. Китайська назва також має музичні корені, оскільки 鼓浪 Kó͘-lōng означає барабанні хвилі, через звук океанських хвиль, що розбиваються о рифи. 嶼 sū означає «острівець».
Крім того, на острові є музей, присвячений Коксінґа, морський акваріум Хай-те се-Кай (海底世界), субтропічний сад з рослин, завезених зарубіжними китайцями, а також музей Сямень, раніше Вежа восьми діаграм (八卦樓).
Вузькі вулички на острові, разом з архітектурою різних стилів по всьому світу, надають йому неповторний вигляд.

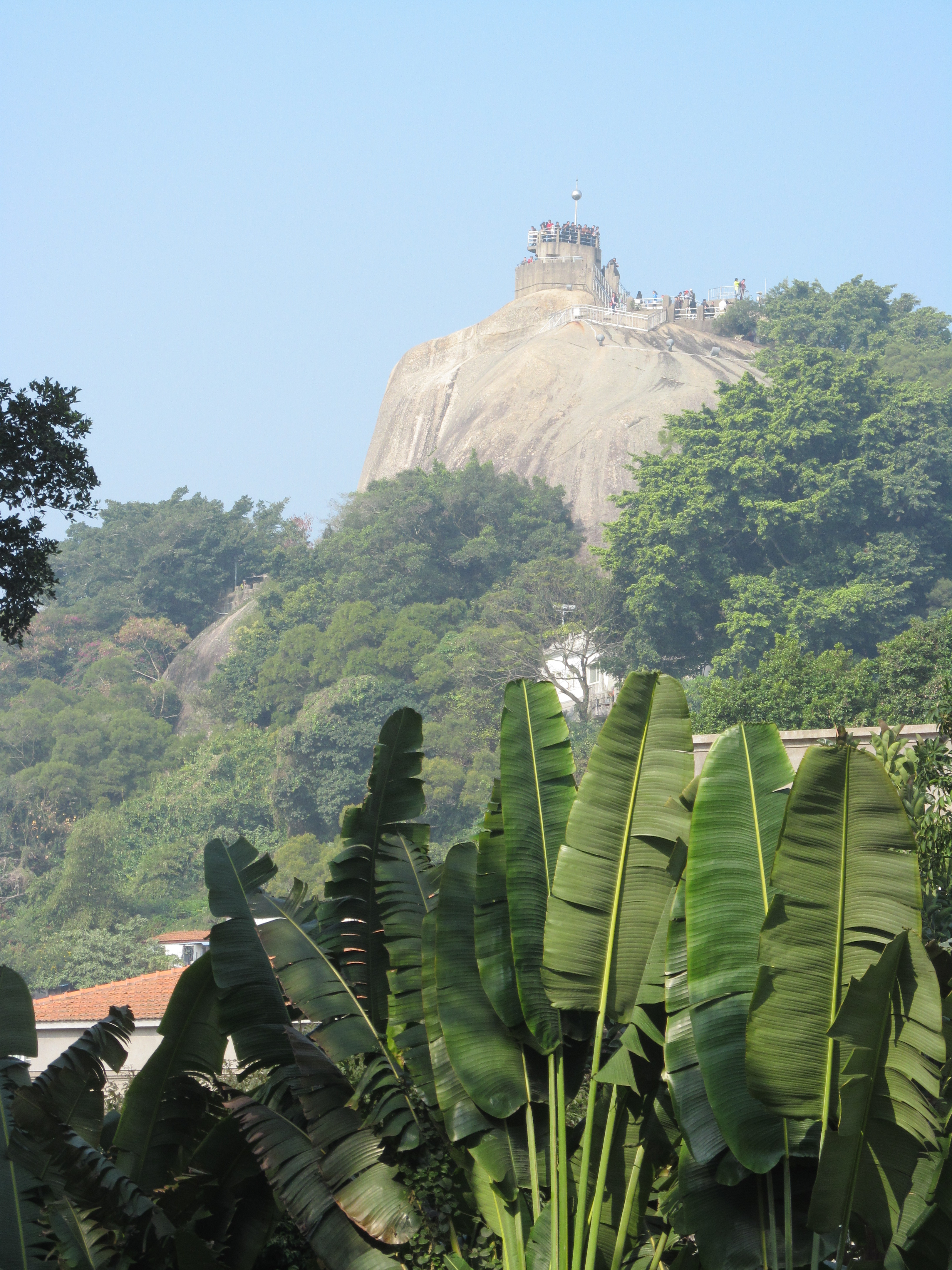
Гора Літ-конг-гіам (日光岩, букв. «скеля сонячного світла») є найвищим місцем острова Кулангсу

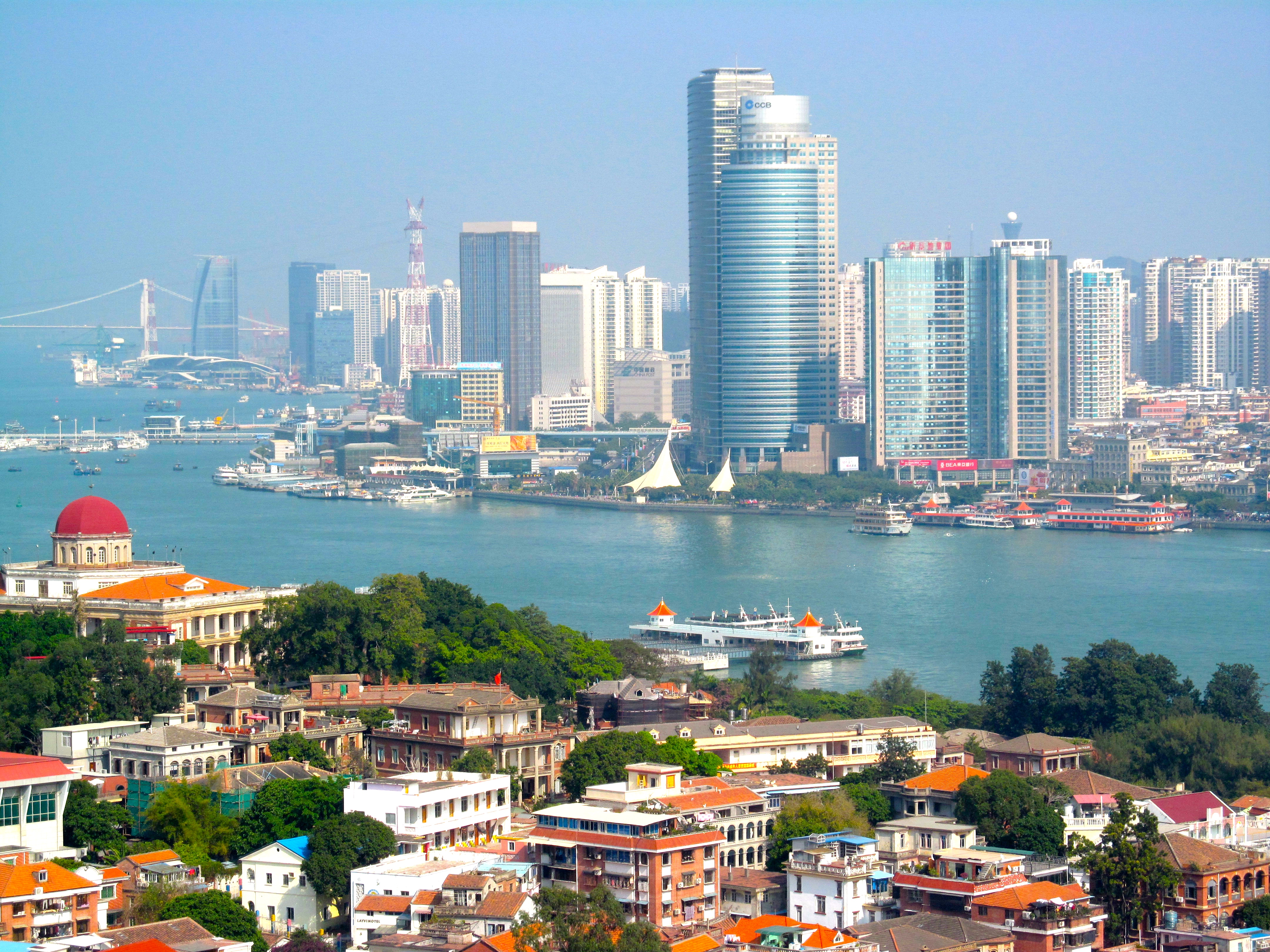
Вид на урбаністичний Сямень з гори Літ-конг-гіам

## Транспорт
Кулансу є унікальним в Китаї як «острів, вільний від трафіку». Він з'єднаний з головним островом Сямень тільки поромом.
Ні автомобілі, ні велосипеди не допускаються, що дає тиху альтернативу шумному Сяменю через річку, хоча нещодавній дозвіл на електричні туристичні багі може зруйнувати особливу атмосферу острови. Вантажі по острову тягнуть колісними дерев'яними возами команди сильних чоловіків, часто вгору крутими провулками.

## Культурний обмін
Поширення християнства в 1900-ті роки принесло на острів західну музику. Були побудовані церкви і музеї, і люди із задоволенням відвідували концертні зали, щоб послухати виступи. З тих пір місцеве культурне середовище острова змішалося з завезеними зарубіжними музикою і мистецтвом, і культурне життя Кулансу відрізняється від інших частин Китаю.  Кулансу займає перше місце в країні за кількістю фортепіано на душу населення, і у 2002 році Китайська асоціація музикантів дала йому назву «острів музики». Виставки і музеї піаніно і загальна мистецька атмосфера острову приваблюють багатьох музикантів на національному та міжнародному рівнях. Концертний зал Кулансу на 580 місць є одним з найпомітніших залів для акустичної класичної музики провінції Фуцзянь. Всесвітньо відомий класичний альтист Цзин Янь родом з Кулансу та живе на острові.

## Відзнаки
2005 року острів Кулансу був названий найкрасивішим районом Китаю китайським журналом «Національна Географія».
У травні 2007 року Кулансу був офіційно визнаний як національна туристична принада класу 5А Національною адміністрацією туризму Китаю.
2017 року острів було включено до Світової спадщини ЮНЕСКО.

## Подальше читання
- Xiaoyue, Sikong (September–October 2009). The Architecture of Fujian: A Fusion of East and West. Chinese National Geography. 1 (3): 82—101. Архів оригіналу за 3 березня 2016. Процитовано 19 липня 2017.

## Галерея

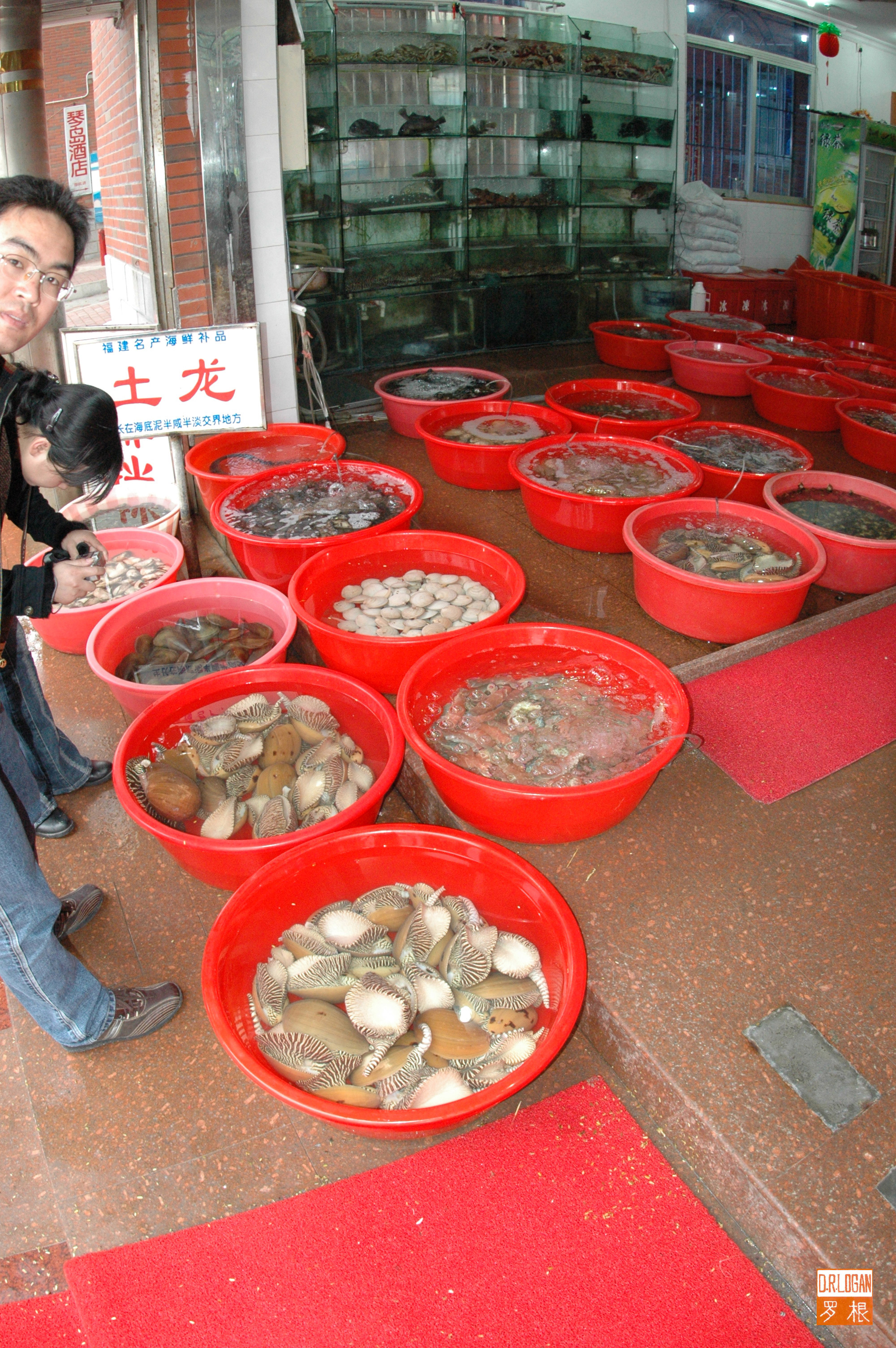
Вуличний торговець рибою і морепродуктами
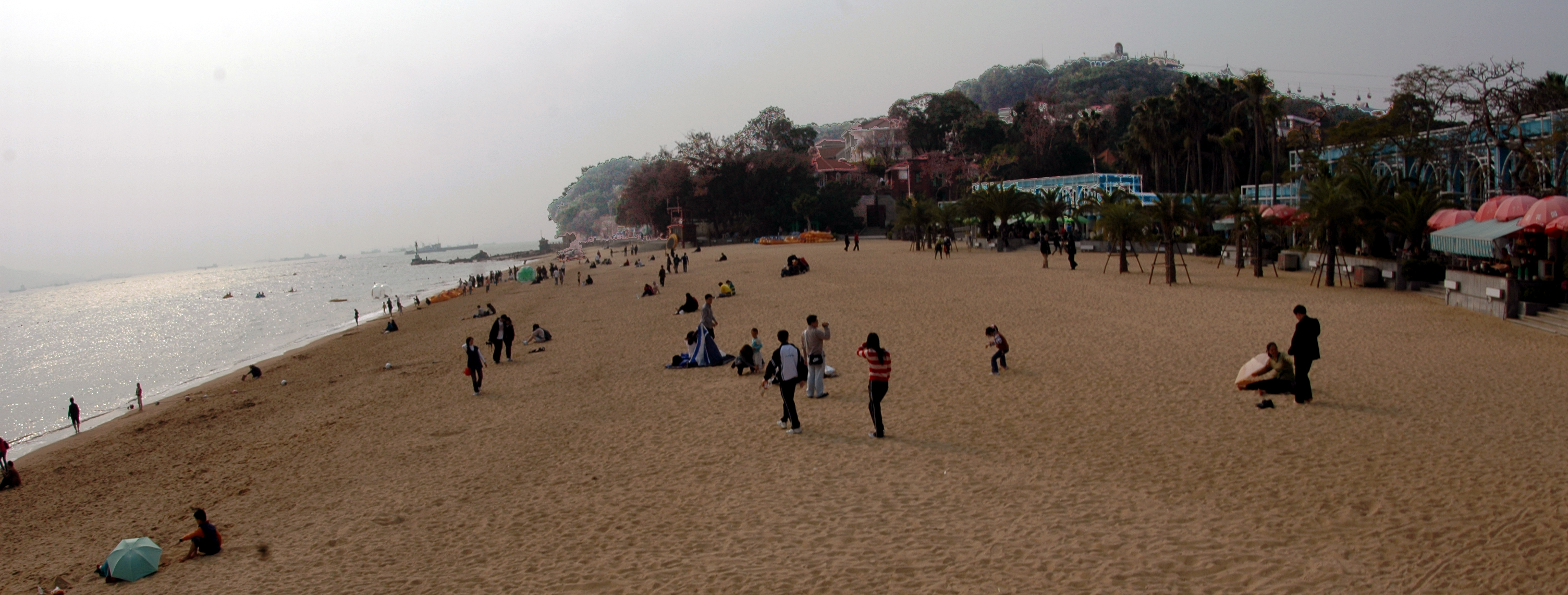
Пляж Кулансу
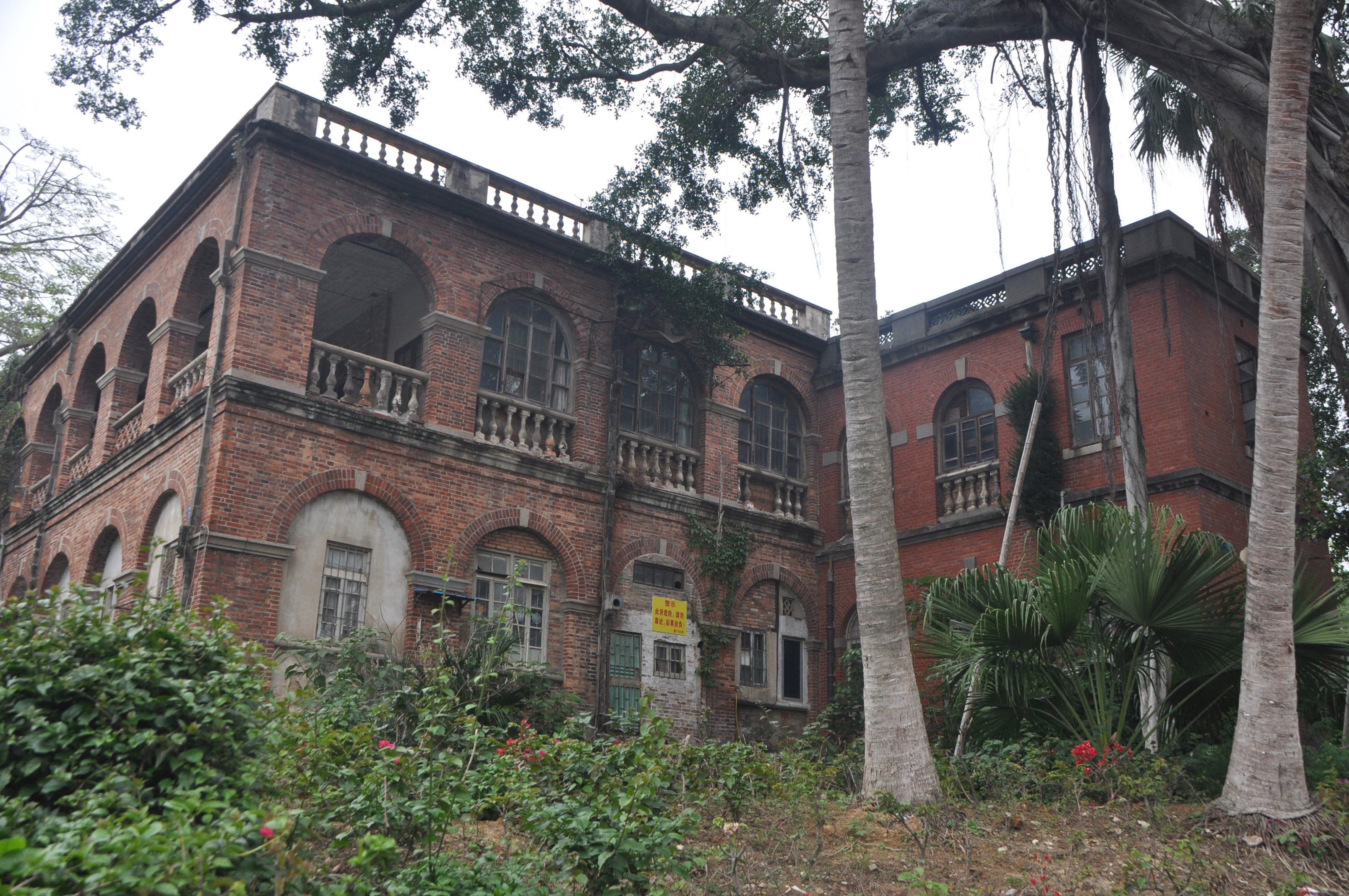
Колишнє японське консульство на Кулансу
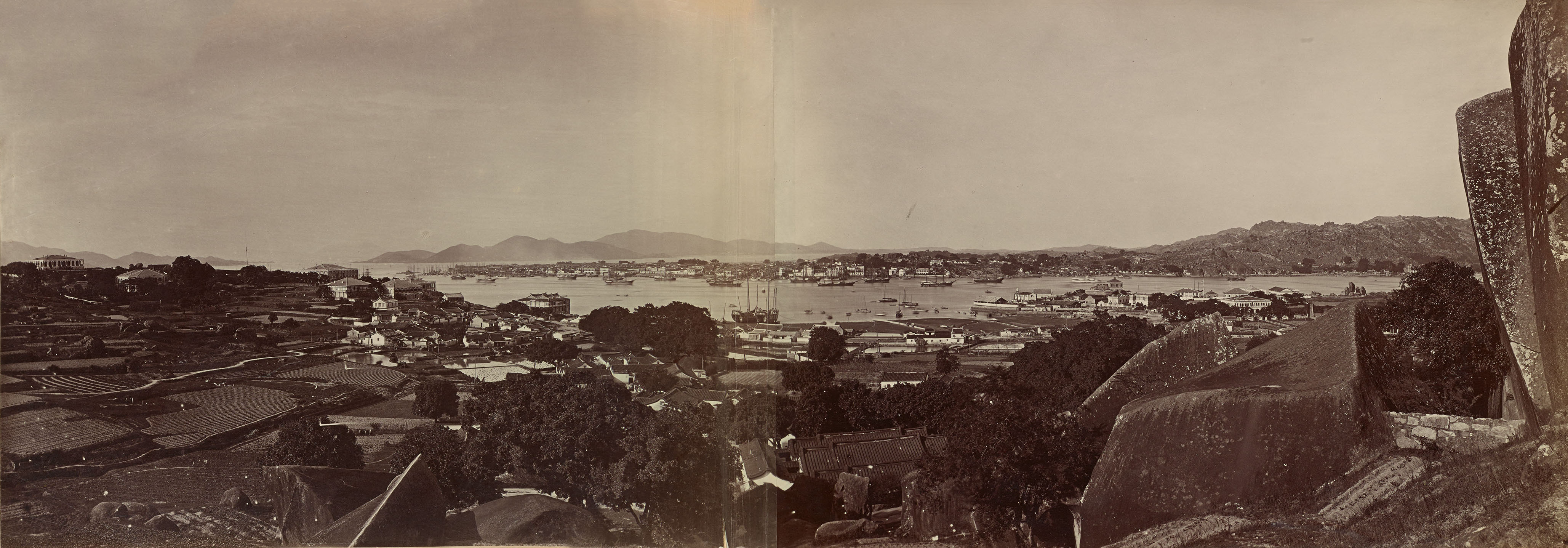
Панорама Кулансу роботи Лай Афонга, бл. 1870 р.